# Cheszbon

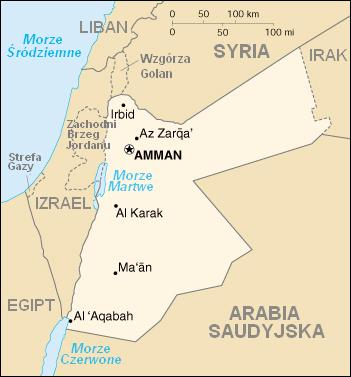
Położenie Cheszbonu, na mapie na południowy zachód od Ammanu w połowie odległości od północnego krańca Morza Martwego.

Cheszbon (również Hesebon, Esebon, Esbous, Esebus; Łacina: Esebus; arabski : حشبون) był starożytnym miastem położonym na wschód od rzeki Jordan we współczesnym Haszymickim Królestwie Jordanii i historycznie na terytorium Ammonu i starożytnego Izraela, utożsamiany z dzisiejszym Hesban w Jordanii.

## Odniesienia biblijne
Starożytny Cheszbon znajdował się za Jordanem. Został przejęty przez Izraelitów podczas ich wejścia do Ziemi Obiecanej i został przydzielony do pokolenia Rubena (Liczb 32:37), następnie został przekazany pokoleniu Gada (Jozuego 21:37; 1 Księga Kronik 6:81). Pierwsze odniesienia do Cheszbonu w Tanach znajduje się w Księdze Powtórzonego Prawa (2:24), gdzie jest on wymieniony jako stolica króla Amorytów, Sichona (Sehona). Następnie jest o nim mowa w Księdze Liczb (21:21-35), która opowiada historię zwycięstwa Izraelitów nad Sichonem w czasie wyjścia z Egiptu pod wodzą Mojżesza. W tym fragmencie Cheszbon jest wyróżniony ze względu na swoje znaczenie jako stolica króla Amorytów.
„Cheszbon był stolicą Sichona, króla Amorytów,
który prowadził wojnę z poprzednim królem Moabu
i zabrał mu cały kraj aż po Arnon”. (Liczb 26:21)
Podobne fragmenty pojawiają się w Księdze Powtórzonego Prawa i Jozuego, z głównym naciskiem na zwycięstwo Izraelitów nas królem Sichonem w mieście Cheszbon. Wydarzenia te miały miejsce w czasach Mojżesza, który wkrótce po tych zdarzeniach zmarł w tym regionie po ujrzeniu Ziemi Obiecanej z góry Nebo w Moabie. Po śmierci Mojżesza, Cheszbon stał się miastem granicznym pomiędzy ziemiami pokolenia Rubena i Gada. Dalsze dowody biblijne wskazują, że miasto znalazło się pod kontrolą Lewitów a następnie Moabitów (Izajasza 15:4, 16:7-9, Jeremiasza 48:2, 34, 45, 49:3).
Cheszbon pojawia się również w jednym z kantyków księgi Pieśni Nad Pieśniami, gdzie w wersecie 7:5, poeta pisze:
„Twoja szyja – jak wieża z kości słoniowej,
oczy – jak stawy Cheszbonu koło bramy Bat–Rabbim.
Nos twój – jak wieża Libanu, ustawiona w stronę Damaszku”.

## Historyczne odniesienia
Cheszbon występuje często u Józefa Flawiusza w formie Esbonitis lub Sebonitis. Według Flawiusza, Cheszbon był w posiadaniu Judejczyków od kiedy Machabeusz, Aleksander Jannaj (106-79 p.n.e.) ustanowił je miastem żydowskim. Jest również powiedziane, że Herod Wielki posiadał jurysdykcje nad miastem i założył w nim fort.
Po wojnie żydowskiej kraj został opanowany przez szczep nazywany przez Pliniusza Arabskimi Esbonitami (Arabami (H)esebeonu).
Pod nazwą Esboús lub Esboúta, jest wymieniane przez Ptolemeusza w gronie miast rzymskiej prowincji Arabia Petraea.
Według Onomasticonu Euzebiusza z Cezarei pod władzą Cesarstwa Bizantyjskiego Cheszbon stał się miastem w prowincji Arabia. Jerzy z Cypru nawiązuje do niego w VII wieku, zaznacza iż kamienie milowe na rzymskiej drodze do Jerycha były ponumerowane począwszy od Cheszbonu.
Na początku arabskiej dominacji Cheszbon był nadal głównym miastem Belki, terytorium odpowiadającego dawnemu Królestwu Sichona. Zdaje się, że miasto nigdy nie zostało przejęte podczas krucjat.
W dzisiejszych czasach uważa się, że Cheszbon był zlokalizowany w miejscu ruin zwanych Hisban lub Hesbân, leżących około 20 km na południowy zachód od Ammanu, na północ od Madaba, na jednym z najwyższych szczytów gór Moabu. Na wschód od tego miejsca zlokalizowany się duży zniszczony zbiornik a poniżej miasta znajduje się fontanna.

## Wykopaliska archeologiczne
W 1968 rozpoczęły się prace archeologiczne na stanowisku Tall Hisban. Wykopaliska te dały początek „Ekspedycji Cheszbon” (Heshbon Expedition). Prace sponsorowane były przez Uniwersytet Andrews oraz nadzorowane przez Amerykańską Szkołę Badań Wschodu/Orientu (ASOR). Ekspedycja Cheszbon była kontynuowana wraz z wykopaliskami w 1976 roku. Odnaleziono wówczas pozostałości obwarowanego miasta z VIII wieku p.n.e. Zdaniem S. Horna wcześniej mogło znajdować się tam co najwyżej obozowisko lub niewielka osada. Brak dowodów na zamieszkanie tego miejsca w czasie epoki brązu doprowadził badaczy do stwierdzenia, że stanowisko to nie może być Cheszbonem Sichona, jednak ruiny z epoki klasycznej potwierdziły status stanowiska jako pozostałości miasta Esbus z czasów Imperium rzymskiego. Prace archeologiczne były kontynuowane w tym miejscu w roku 1996 pod patronatem konsorcjum Madaba Plains Project a po raz ostatni w roku 2007.
Na miejscu zostały odkryte dwa kościoły z czasów Bizancjum. Oba przyniosły imponujące znaleziska pod postacią podłóg mozaikowych. Na szczególną uwagę zasługuje mozaika w prezbiterium Kościoła Północnego przedstawiająca motyw turkawki w gnieździe na wyimaginowanych kwiatach.

## Historia kościelna
Cheszbon jest ciągle nazwą nieistniejącej diecezji, w związku z tym nadawane są tytuły biskupa tytularnego Cheszbonu metropolii Bosra.
Chrześcijaństwo zakorzeniło się w tym miejscu w swoim początkowym okresie. Michel Le Quien (Oriens christianus II, 863-64) i Pius Bonifacy Gams (Series Episcoporum, 435) wspominają trzech biskupów z Cheszbonu w okresie pomiędzy IV a VII wiekiem natomiast Konrad Eubel dwóch.